# Culla dell'umanità
La Culla dell'Umanità è una vasta area paleoantropologica che si trova a circa 50 km (31 mi) nord-ovest da Johannesburg, Sudafrica, nella provincia di Gauteng, dichiarata Patrimonio dell'umanità dall'UNESCO nel 1999, per la rilevanza dei fossili qui ritrovati nello studio dell'origine dell'uomo.
All'interno dell'area si trovano 13 siti archeologici, tra i quali quelli di Sterkfontein, Swartkrans, Kromdraai, a cui dal 2005 si sono aggiunti quelli della valle di Makapan e di Taung (Taung Skull Fossil Site).

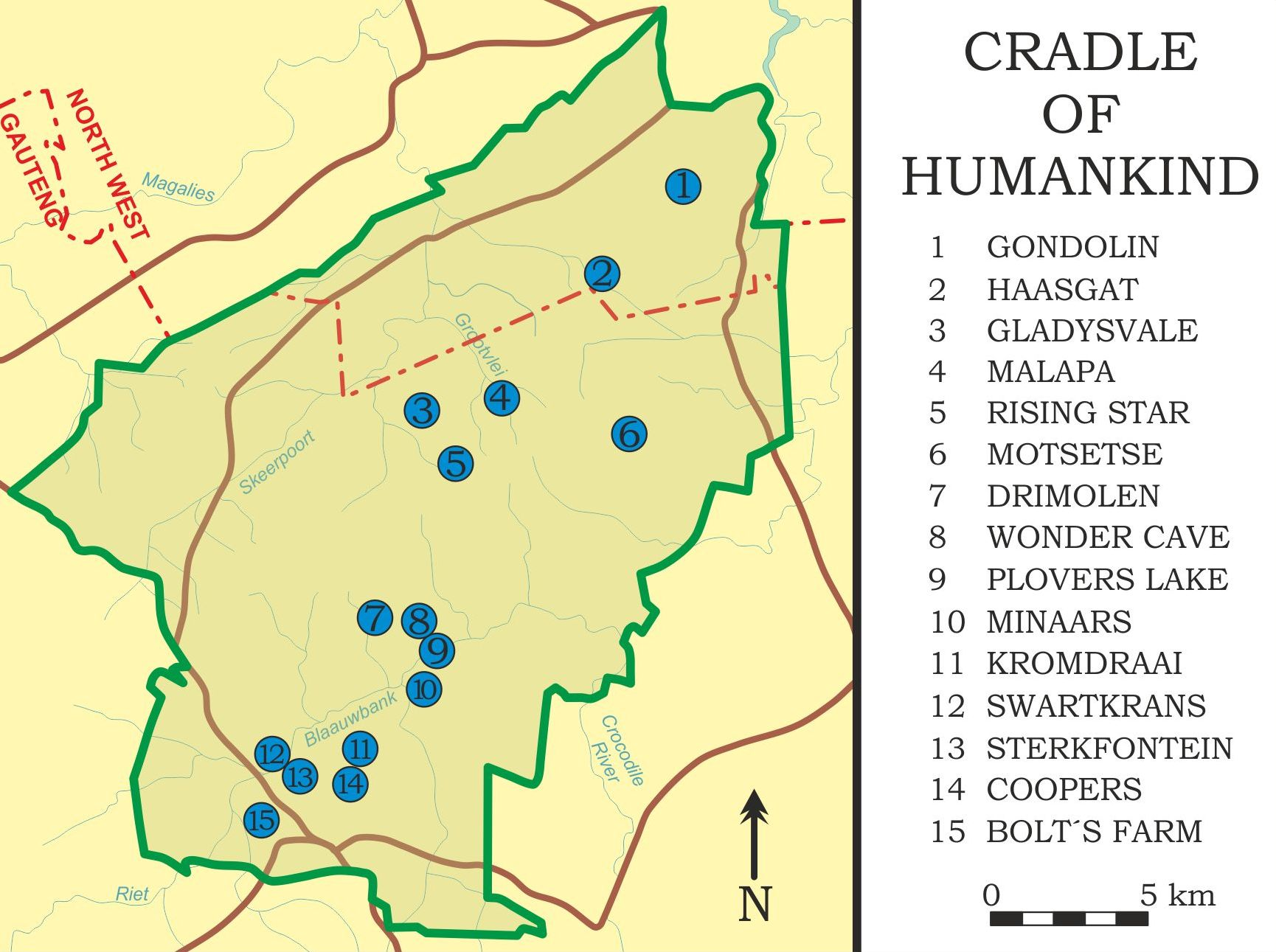
Mappa dei siti archeologici

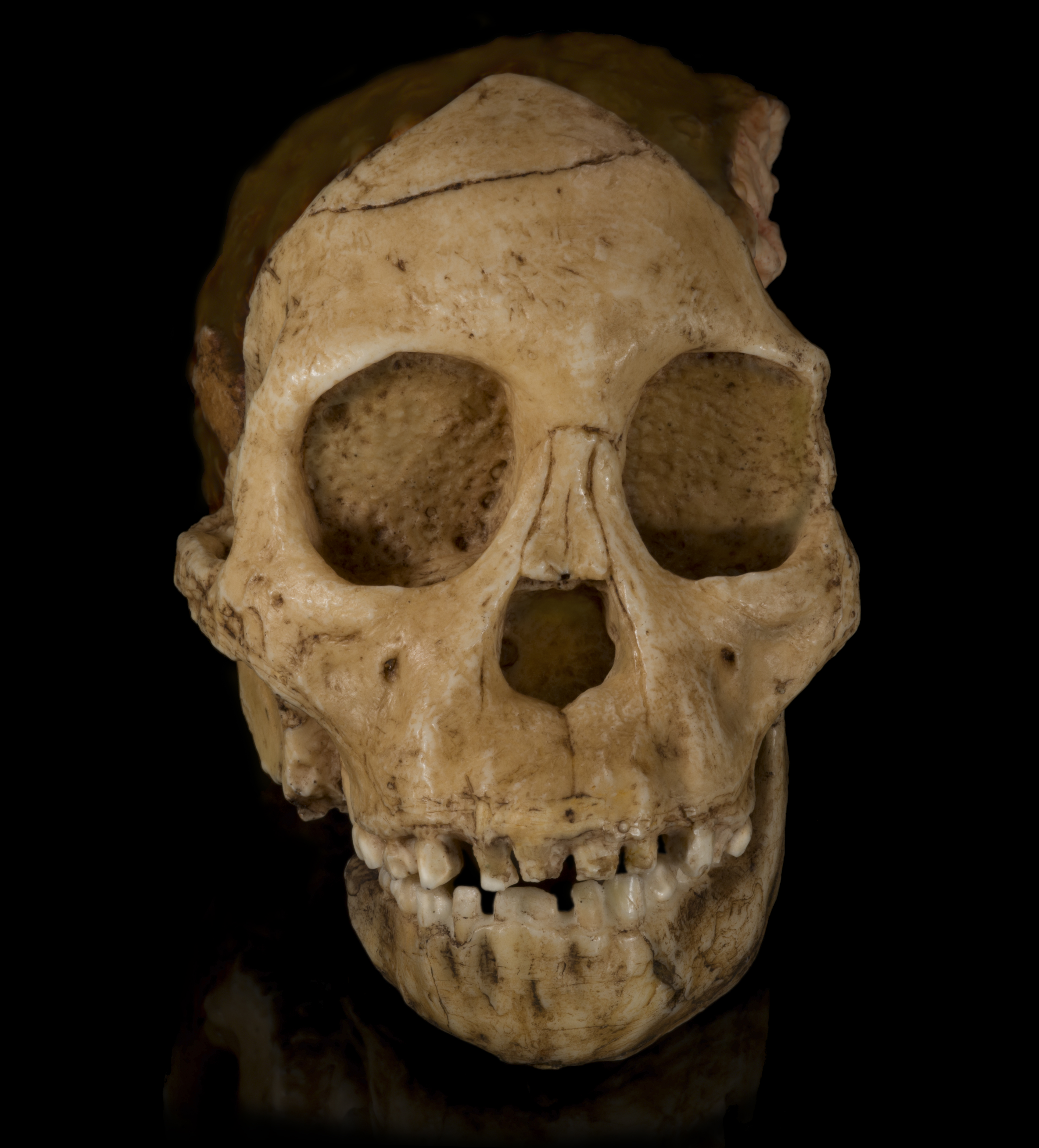
Australopithecus africanus (ricostruzione)

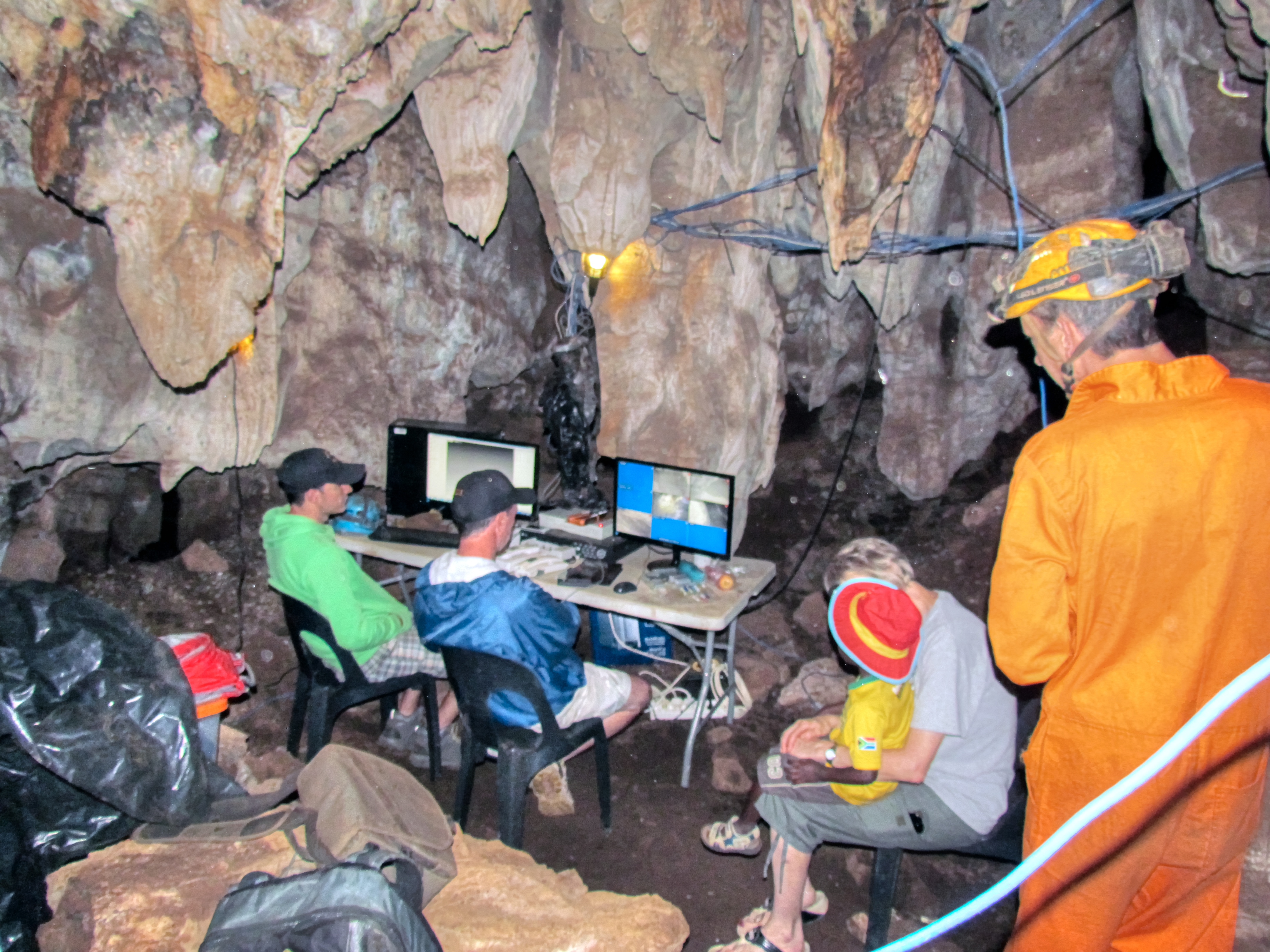
Grotta Rising Star

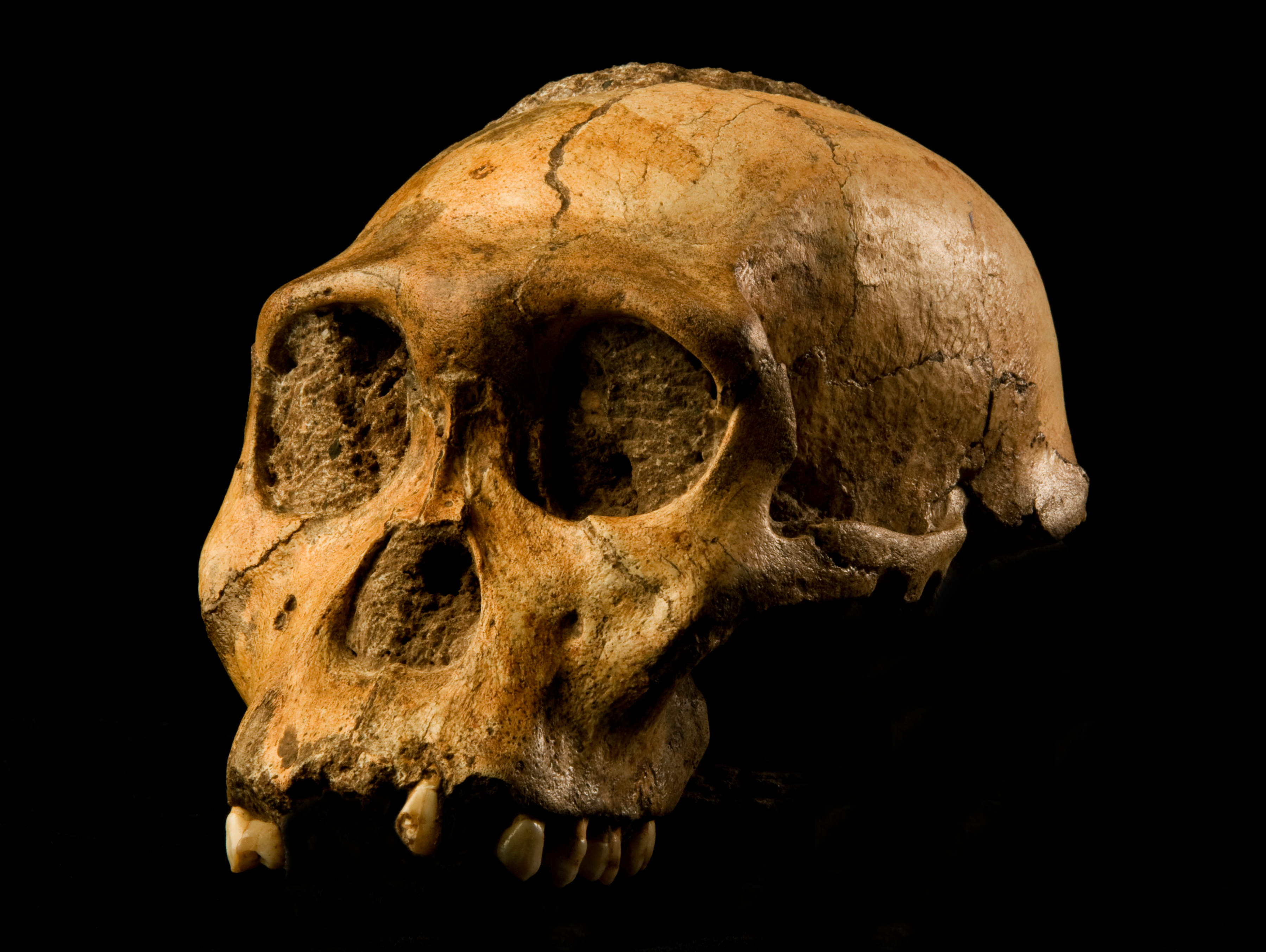
Australopiteco sediba

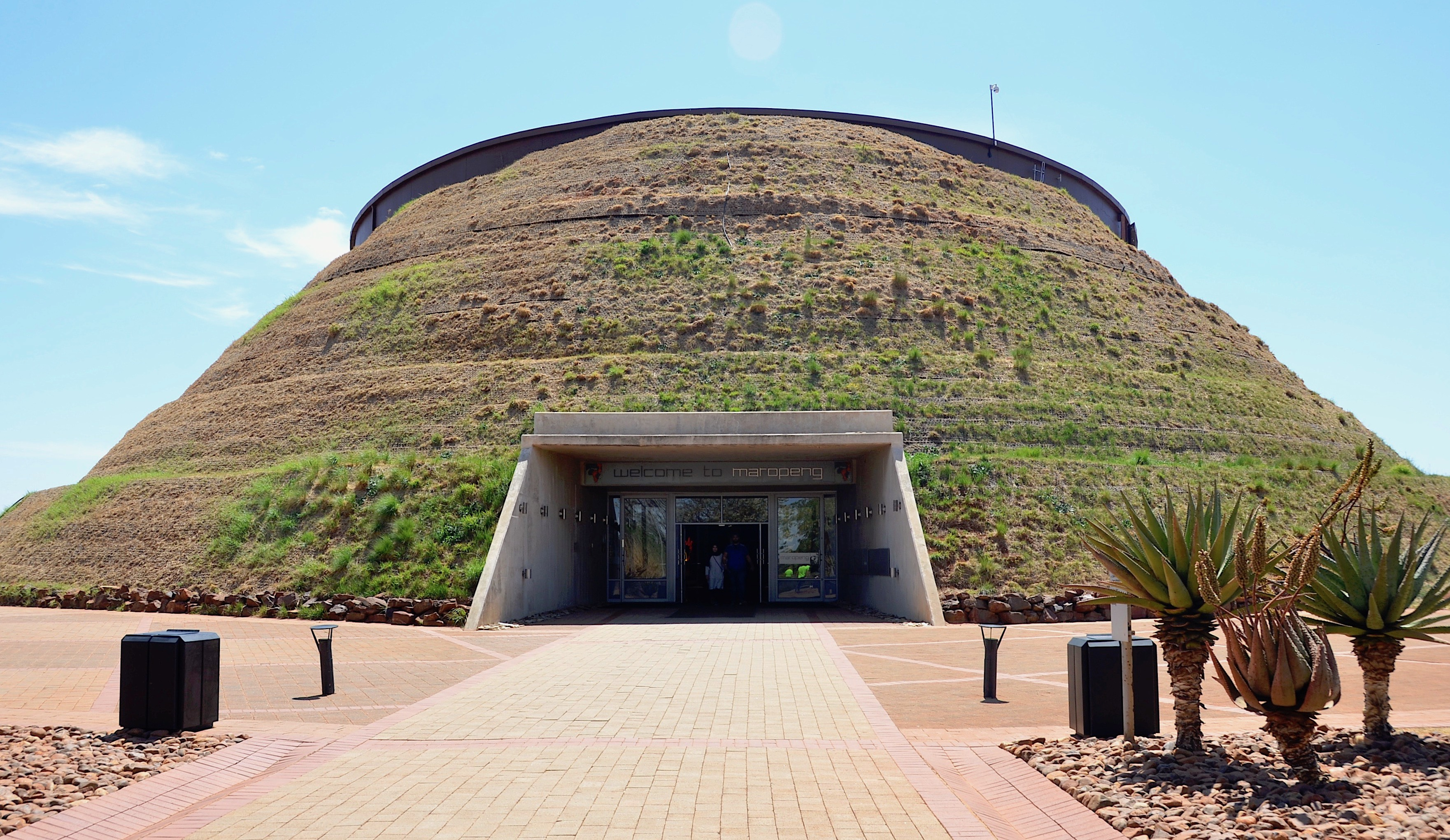
Centro visite di Maropeng

## Descrizione
L'area, che attualmente occupa circa 47 000 ettari (180 mi²) ed è caratterizzata da creste calcaree, grotte e praterie, ospita importanti siti fossili di ominidi che hanno restituito fossili di specie come l'Australopithecus africanus o il Paranthropus robustus, risalenti fino a 4,5 milioni di anni fa, e testimonianze di uso del fuoco tra 1,8 e 1 milione di anni fa. 
I depositi contengono anche resti di altri animali fossili che illustrano l’evoluzione della fauna e dell’ecosistema fin dal pliocene. Di fatto, i siti archeologici compresi nell'area della Culla dell'Umanità, forniscono prove cruciali per comprendere l’evoluzione umana, confermando il ruolo del continente africano come luogo d'origine dell’umanità. La grotta di Sterkfontein da sola ha rivelato più di un terzo dei primi fossili di ominidi mai trovati prima del 2010. La Camera Dinaledi contiene oltre 1.500 fossili di Homo naledi, la più vasta scoperta di una singola specie di ominidi mai trovata in Africa.
Il paesaggio è caratterizzato da dolci colline calcaree, affioramenti rocciosi, praterie, boschi ripariali e sorgenti naturali. La natura calcarea del suolo ha favorito la formazione di un complesso sistema di grotte carsiche, che hanno svolto un ruolo cruciale nella conservazione dei fossili.
Nel corso di milioni di anni, l’erosione e i movimenti tettonici hanno modellato questo paesaggio unico, permettendo la formazione di caverne dove resti di ominidi, animali e strumenti in pietra si sono depositati, stratificati e fossilizzati. Queste cavità naturali hanno agito come capsule del tempo, proteggendo resti organici e materiali archeologici dall’azione distruttiva degli agenti atmosferici.
I 13 siti paleoantropologi sono:
- Sterkfontein
- Swartkrans
- Kromdraai
- Drimolen
- Gladysvale
- Malapa
- Bolt's Farm
- Gondolin
- Motsetse
- Grotte di Cooper
- Grotta Plovers Lake
- Haasgat
- Rising Star

A questi siti, dal 2005 si sono aggiunti quelli della valle di Makapan e di Taung (Taung Skull Fossil Site).

## Storia delle scoperte
Nel 1924 in una miniera di Taung, una piccola città situata nella provincia del Nordovest del Sudafrica, fu scoperto un teschio, in seguito conosciuto come Bambino di Taung, che solo l'anno successivo, nel 1925, fu riconosciuto come appartenuto ad un ominide, dall' antropologo, paleontologo e anatomista australiano Raymond Dart, che lo descrisse come Australopithecus africanus.
Dal 1936, il  medico e paleontologo sudafricano Robert Broom iniziò a collezionare per conto del Transvaal Museum di Pretoria i primi fossili di ominidi ritrovati nella zona di Sterkfontein. Nel 1938, un giovane studente, Gert Terrblanche, portò a Broom frammenti di un teschio dalla vicina Kromdraai che in seguito furono identificati come appartenenti ad una nuova specie, chiamata Paranthropus robustus. Nello stesso anno un singolo fossile di dente collezionato dal museo di Transvaal rovato a Coopers' cave,  fu riconosciuto come appartenente ad un ominide. In seguito, nel 1948 sempre Broom identificò i primi resti di ominidi dalla grotta di Swartkrans.
Nel 1988 fu trovato uno dei più antichi usi controllati del fuoco da parte dell'Homo erectus nella grotta di Swartkrans, risalente ad oltre 1 milione di anni fa. Nel 1991, Lee Berger dell'Università del Witwatersrand scoprì fossili di ominidi nel sito di Gladysvale, il primo nuovo sito a restituire fossili di ominidi  in Sudafrica dopo quasi 50 anni. Nel 1993, Andre Keyser scoprì fossili di ominidi della specie Paranthropus robustus nel sito di Drimolen. Nel 1997, Kevin Kuykendall e Colin Menter dell'Università del Witwatersrand hanno trovato due denti fossili di ominidi nel sito di Gondolin. Sempre nel 1997, lo scheletro quasi completo dell'Australopithecus di Little Foot, risalente a circa 3,3 milioni di anni fa, fu scoperto da Ron Clarke. Nel 2010, Lee Berger ha scoperto i resti parziali di due ominidi della specie Australopithecus sediba nel sito fossile di Malapa, vissuti tra l'1,78 e l'1,95 milioni di anni fa. Nel settembre 2015, fu annunciato la scoperta di una nuova specie di ominide denominata Homo naledi ritrovata nella grotta Rising Star.

## Contesto geologico
I resti di ominidi presso la Culla dell'Umanità si trovano in grotte dolomitiche e sono spesso racchiusi in una miscela di calcare e altri sedimenti chiamati breccia e fossilizzati nel tempo. Gli ominidi potrebbero aver vissuto in tutta l'Africa, ma i loro resti si trovano solo in siti in cui le condizioni hanno consentito la conservazione dei fossili.
I resti di ominidi nella Culla dell'umanità sono intrappolati in un misto di calcare ed altri sedimenti chiamati brecce, fossilizzati dal tempo. Anche se gli ominidi erano probabilmente diffusi nell'intera Africa, i loro resti possono essere ritrovati solo nei siti in cui le condizioni geologiche hanno permesso la fossilizzazione.

## Centri visitatori
Il 7 dicembre 2005, il presidente sudafricano Thabo Mbeki ha aperto il nuovo Centro visitatori di Maropeng nel sito ove i visitatori possono vedere fossili, visualizzare strumenti di pietra e conoscere la nascita dell'umanità. Sono disponibili un tour delle grotte di Sterkfontein e alla mostra a Sterkfontein.